# Augustyny
Augustyny (Duits: Agstein) is een plaats in het Poolse district  Lidzbarski, woiwodschap Ermland-Mazurië. De plaats maakt deel uit van de gemeente Orneta en telt 28 inwoners.